# Zenas
Zenas – żyjąca w I wieku postać biblijna, święty prawosławny.
Postać występująca w Nowym Testamencie w Liście do Tytusa apostoła Pawła (Tt 3, 13 (BT)). Był jednym z doręczycieli listu przekazanego Tytusowi. Zaliczany do grona Siedemdziesięciu dwóch wysłańców Jezusa Chrystusa. Wspomnienie w grupie apostołów przypada na  4/17 stycznia.